# Emma Carney
Emma Carney (29 de julio de 1971) es una deportista australiana de origen británico que compitió en triatlón y duatlón.
Ganó cuatro medallas en el Campeonato Mundial de Triatlón entre los años 1994 y 1999, y una medalla de plata en el Campeonato de Oceanía de Triatlón de 2000. Además, obtuvo una medalla de plata en el Campeonato Mundial de Duatlón de 1999.

## Palmarés internacional
| Campeonato Mundial    | Campeonato Mundial         | Campeonato Mundial | Campeonato Mundial |
| Año                   | Lugar                      | Medalla            | Prueba             |
| --------------------- | -------------------------- | ------------------ | ------------------ |
| 1994                  | Wellington (Nueva Zelanda) | Medalla de oro     | Individual         |
| 1996                  | Cleveland (Estados Unidos) | Medalla de plata   | Individual         |
| 1997                  | Perth (Australia)          | Medalla de oro     | Individual         |
| 1999                  | Montreal (Canadá)          | Medalla de bronce  | Individual         |
| Campeonato de Oceanía |                            |                    |                    |
| Año                   | Lugar                      | Medalla            | Prueba             |
| 2000                  | Gisborne (Nueva Zelanda)   | Medalla de plata   | Individual         |

| Campeonato Mundial | Campeonato Mundial            | Campeonato Mundial | Campeonato Mundial |
| Año                | Lugar                         | Medalla            | Prueba             |
| ------------------ | ----------------------------- | ------------------ | ------------------ |
| 1999               | Huntersville (Estados Unidos) | Medalla de plata   | Individual         |